# مارسيلو أوغوستو دا سيلفا دي سوزا
مارسيلو أوغوستو دا سيلفا دي سوزا (بالبرتغالية: Marcelo Augusto da Silva de Souza‏) المعروف باسم مارسيلو أوغوستو أو مارسيلو (ولد في 19 مارس 1993 في البرازيل) لاعب كرة قدم برازيلي يجيد اللعب في مركز قلب الدفاع. يلعب حاليا لصالح الأهلي الذي ينافس في الدوري البحريني الممتاز منذ 1 يناير 2022.

## المسيرة الرياضية

### الأندية
في عام 2008 تم تصعيد مارسيلو إلى الفريق الأول في ساو باولو البرازيلي (الدرجة الأولى). في موسمه الأول 2008 وفي بطولة بطولة باوليستا ساهم مارسيلو في وصول فريقه إلى الدور النصف النهائي حيث خسر من بالميراس 2-3 في مجموع المباراتين. وفي بطولة دوري الدرجة الأولى ساهم في تتويج فريقه بالبطولة بعدما تصدر الترتيب برصيد 75 نقطة وبالتالي حقق مارسيلو أولى بطولاته الشخصية. وفي بطولة كوبا ليبرتادوريس ساهم في وصول فريقه إلى الدور الربع النهائي عندما خسر من فلومينينسي البرازيلي بفارق الأهداف خارج الأرض.
في موسمه الثاني 2009 وفي بطولة بطولة باوليستا ساهم في وصول ساو باولو إلى الدور النصف النهائي عندما خسر من كورينثيانز 1-4 في مجموع المباراتين. وفي بطولة الدوري ساهم في احتلال فريقه المركز الثالث برصيد 65 نقطة بفارق نقطتين عن البطل فلامنغو. وفي بطولة كوبا ليبرتادوريس ساهم في وصول فريقه إلى الدور الربع النهائي عندما خسر من كروزيرو البرازيلي 1-4 في مجموع المباراتين.
في موسمه الثالث 2010 وفي بطولة بطولة باوليستا ساهم في وصول ساو باولو إلى الدور النصف النهائي عندما خسر من سانتوس 2-6 في مجموع المباراتين. وفي بطولة الدوري ساهم في احتلال فريقه المركز التاسع برصيد 55 نقطة بفارق 16 نقطة عن البطل فلومينينسي. وفي بطولة كوبا ليبرتادوريس ساهم في وصول فريقه إلى الدور النصف النهائي عندما خسر من إنترناسيونال البرازيلي بفارق الأهداف خارج الأرض.
في موسمه الرابع 2011 وفي بطولة بطولة باوليستا ساهم في وصول ساو باولو إلى الدور النصف النهائي عندما خسر من سانتوس مجددا 0-2. وفي بطولة الدوري ساهم في احتلال فريقه المركز السادس برصيد 59 نقطة بفارق 12 نقطة عن البطل كورينثيانز. وفي بطولة كأس البرازيل ساهم في وصول فريقه إلى الدور الربع النهائي عندما خسر من أفاي 2-3 في مجموع المباراتين. وفي بطولة كوبا سود أمريكانا ساهم في وصول فريقه إلى الدور الثمن النهائي عندما خسر من ليبرتاد الباراغواياني 1-2 في مجموع المباراتين.
في موسمه الخامس 2012 وفي بطولة بطولة باوليستا ساهم في وصول ساو باولو إلى الدور النصف النهائي عندما خسر من سانتوس مجددا 1-3. وفي بطولة الدوري ساهم في احتلال فريقه المركز الرابع برصيد 66 نقطة بفارق 11 نقطة عن البطل فلومينينسي. وفي بطولة كأس البرازيل ساهم في وصول فريقه إلى الدور النصف النهائي عندما خسر من كوريتيبا 1-2 في مجموع المباراتين. وفي بطولة كوبا سود أمريكانا ساهم في تتويج فريقه بالبطولة بعدما تغلب في المباراة النهائية على تيغري الأرجنتيني 2-0 في مجموع المباراتين وليحقق مارسيلو ثاني بطولاته الشخصية.
في موسمه السادس 2013 تمت إعارته إلى ميراسول لمدة موسم واحد. في بطولة باوليستاساهم في احتلال فريقه المركز السابع عشر برصيد 18 نقطة بفارق نقطة واحدة عن منطقة الأمان وبالتالي الهبوط إلى بطولة باوليستا للدرجة الثانية.
في موسمه السابع والأخير 2014 عاد لفريقه الأصلي ساو باولو. في بطولة بطولة باوليستا ساهم في وصول ساو باولو إلى الدور الربع النهائي عندما خسر من بينابولينيزي 4-5 بركلات الترجيح. وفي بطولة الدوري ساهم في احتلال فريقه المركز الثاني برصيد 70 نقطة بفارق 10 نقاط عن البطل كروزيرو. وفي بطولة كأس البرازيل ساهم في وصول فريقه إلى الدور 32 عندما خسر من براغانتينو 3-4 في مجموع المباراتين. وفي بطولة كوبا سود أمريكانا ساهم في وصول فريقه إلى الدور النصف النهائي عندما خسر من أتلتيكو ناسيونال الكولومبي 2-5 بركلات الترجيح.
في 1 يناير 2015 انتقل مارسيلو من ساو باولو إلى بورتوغيزا لوندرينينزي في صفقة انتقال حر. في موسمه الأول وفي بطولة دوري الدرجة الثانية لولاية بارانا ساهم في احتلال فريقه المركز السابع برصيد 29 نقطة بفارق 25 نقطة عن منطقة الهبوط.
في 1 يناير 2016 انتقل مارسيلو من بورتوغيزا لوندرينينزي إلى بونتي بريتا بالإعارة. ساهم في احتلال فريقه المركز الثالث في المجموعة الثانية برصيد 22 نقطة بفارق نقطة واحدة عن منطقة الصعود إلى الدور الربع النهائي. انتهت الإعارة في 30 يونيو 2016.
في 1 يوليو 2016 انتقل مارسيلو من بورتوغيزا لوندرينينزي إلى بورتوغيزا بالإعارة. في بطولة دوري الدرجة الثالثة ساهم في احتلال فريقه المركز التاسع قبل الأخير في المجموعة الثانية برصيد 14 نقطة بفارق نقطتين عن منطقة الأمان وبالتالي الهبوط إلى الدرجة الرابعة. انتهت الإعارة في 31 ديسمبر 2016.
في 1 يناير 2017 انتقل مارسياو من بورتوغيزا لوندرينينزي إلى أغوا سانتا بالإعارة. في بطولة باوليستا للدرجة الثانية ساهم في وصول أغوا سانتا إلى الدور النصف النهائي عندما خسر من براغاغنتينو 4-6 بركلات الترجيح. انتهت الإعارة في 31 ديسمبر 2017.
في 1 يناير 2018 انتقل مارسياو من بورتوغيزا لوندرينينزي إلى نورويستي بالإعارة. في بطولة باوليستا للدرجة الثالثة ساهم في وصول نورويستي إلى الدور الربع النهائي عندما خسر من أتيبايا0-1 في مجموع المباراتين. انتهت الإعارة في 31 ديسمبر 2018.
في 1 يناير 2019 انتقل مارسيلو من بورتوغيزا لوندرينينزي إلى ساو بيرناردو في صفقة انتقال حر. في موسمه الأول 2019 وفي بطولة باوليستا للدرجة الثانية ساهم في احتلال فريقه المركز الرابع عشر برصيد 15 نقطة بفارق الأهداف عن منطقة الهبوط.
في 1 يناير 2020 انتقل مارسيلو من ساو بيرناردو إلى ريترو في صفقة انتقال حر. في موسمه الأول وفي بطولة بيرنامبوكانو للدرجة الأولى ساهم في وصول فريقه إلى الدور الربع النهائي عندما خسر من أفوغادوس 0-1.
في 1 يوليو 2020 انتقل مارسيلو من ريترو إلى أمريكا دي ناتال في صفقة انتقال حر. في موسمه الأول وفي بطولة دوري الدرجة الرابعة ساهم في وصول فريقه إلى الدور الربع النهائي عندما خسر من فلوريستا 1-3 في مجموع المباراتين.
في 1 يناير 2021 انتقل مارسيلو من أمريكا دي ناتال إلى ريو كلارو في صفقة انتقال حر. في موسمه الأول وفي بطولة باوليستا للدرجة الثانية ساهم في وصول فريقه إلى الدور النصف النهائي عندما خسر من أغوا سانتا 2-4 في مجموع المباراتين.
في 1 يوليو 2021 انتقل مارسيلو من ريو كلارو إلى ماناوس في صفقة انتقال حر. في موسمه الأول وفي بطولة دوري الدرجة الثالثة ساهم في احتلال فريقه المركز الثالث في المجموعة الثانية من دور المجموعات الثاني برصيد 6 نقاط بفارق 3 نقاط عن المركز الثاني المؤهل إلى الدرجة الثانية.
في 1 يناير 2022 انتقل مارسيلو من ماناوس إلى الأهلي البحريني في صفقة انتقال حر. في موسمه الأول 2021-2022 وفي بطولة دوري الدرجة الممتازة ساهم في احتلال فريقه المركز السابع برصيد 17 نقطة من 18 مباراة بفارق الأهداف عن منطقة الهبوط. وفي بطولة كأس ملك البحرين ساهم في وصول فريقه إلى الدور الربع النهائي عندما خسر من النجمة بركلات الترجيح. وفي بطولة كأس الاتحاد البحريني خرج فريقه من دور المجموعات وفشل في التأهل إلى الدور النصف النهائي.

## الإنجازات

### الأندية
- ساو باولو
  - الدرجة الأولى (1): 2008
  - كوبا سود أمريكانا (1): 2012